# Xoriguer (ocell)
|  | Per a altres significats, vegeu «Xoriguer». |

Els xoriguers són una sèrie d'ocells del grup dels falcons (gènere Falco). Són fàcilment distingibles pel seu típic comportament durant la caça, en què es manté immòbil a l'aire, a una altura al voltant de 10-20 metres sobre el camp obert, com si surés, per picar des d'allà sobre la presa, normalment petits mamífers, llangardaixos o insectes de grans dimensions. En general, la resta de falcons estan més adaptats a la caça d'aus en vol.
Sovint, amb el nom de xoriguer es fa referència al xoriguer comú (Falco tinnunculus), però hi ha tota una sèrie d'ocells semblants arreu del món, que reben aquest nom.
No construeixen els seus nius, sinó que fan servir els construïts per altres espècies.

## Morfologia
*Són notables per tenir en general el marró com a color dominant del plomatge.
- El plomatge dels mascles sovint difereix del de les femelles, cosa excepcional entre els falcons.
- La femella és una mica més gran que el mascle. Això permet que una parella ocupi nínxols d'alimentació diferents a l'ample de la mateixa zona.
- Els xoriguers són audaços i s'han adaptat bé a la presència humana, niant als edificis i caçant per carreteres principals.

## Taxonomia
La major part de les espècies denominades xoriguers semblen formar un clade diferent dins els falcons, com ho suggereix la comparació de dades de seqüències d'ADN mitocondrial citocrom b (Groombridge et al., 2002) i també la morfologia.
Els més enigmàtics xoriguers són un grup de tres espècies de color predominantment gris que viuen a l'Àfrica i Madagascar. Es consideren normalment xoriguers, a causa de la seva morfologia i dels hàbits, però probablement no formen part del clade.
El xoriguer americà és l'única espècie pròpia del Nou Món. En realitat, les dades moleculars de Groombridge et al. (2002), així com les peculiaritats morfològiques (ales de color gris en els mascles i una taca negra auricular) i la biogeografia, donen suport a l'opinió que no es tracta d'un xoriguer autèntic en el sentit filogenètic, sinó que està més prop d'altres espècies de petits falcons, com ara el falcó mostatxut.

## Llista
- Falco naumanni, xoriguer petit.
- Falco tinnunculus, xoriguer comú.
- Falco rupicolus.
- Falco newtoni, xoriguer d'Aldabra.
- Falco punctatus, xoriguer de Maurici.
- Falco araeus.
- Falco moluccensis.
- Falco cenchroides.
- Falco sparverius, xoriguer americà.
- Falco rupicoloides.
- Falco alopex.
- Falco ardosiaceus, xoriguer gris.
- Falco dickinsoni.
- Falco zoniventris.

Als Països Catalans, hi habiten dues espècies d'aquest grup, el xoriguer petit (Falco naumanni) i el xoriguer comú (Falco tinnunculus). El falcó cama-roig, també conegut com a xoriguer cama-roig (Falco vespertinus), no es considera en general un membre del clade dels xoriguers.